# Liste der Stadtoberhäupter von Bremerhaven

## Geestendorf bis 1888
- 1877–1888: August Lenthe, Gemeindevorsteher

## Wulsdorf bis 1920
- Um 1813 bis ?: Johann Allers (1773–1859), maire adjoint
- Um 1861–1892: Johann Nicolaus Brakhahn (1819–1906), Gemeindevorsteher
- 1892–1917: Carl H. Gissel (1840–1926), Gemeindevorsteher

## Lehe bis 1924
Lehe hat eine stadtrechtsähnliche Magistratsverfassung ab 1880 und ist kreisfreie Stadt ab 1920.
- 1880–1884: Gustav Fels (1842–1922), Bürgermeister
- 1884–1906: Gustav Augspurg (1837–1906), Bürgermeister
- 1906–1908: Theodor Johann Schmiedel, Bürgermeister
- 1908–1915: Eugen Kirschbaum (1864–1915), Bürgermeister
- 1916–1924: Karl Schönewald (1878–1964) (DVP), Bürgermeister, ab 1920 Oberbürgermeister

## Geestemünde bis 1924
Geestemünde ist seit 1850 Landgemeinde, ab 1913 Stadt.
- 1850–1856: Bröcker, Gemeindevorsteher
- 1856–1868: H. Lohse, Gemeindevorsteher
- 1869–1880: Christian Ludwig (1824–1893), Gemeindevorsteher
- 1880–1889: Heinrich Rabien (1843–1913), Gemeindevorsteher
- 1889–1899: Hermann Bleßmann (1862–1919), Bürgermeister
- 1899–1917: Wilhelm Klußmann (1863–1941), Bürgermeister
- 1917–1924: Walter Delius (1884–1945) (DVP), Bürgermeister, ab 1919 Oberbürgermeister

## Wesermünde 1924 bis 1947
Wesermünde besteht von 1924 bis 1947 aus dem Zusammenschluss von Lehe und Geestemünde und ab 1939 von Alt-Bremerhaven.
- 1924–1945: Walter Delius (DVP, ab 1933 NSDAP), Oberbürgermeister
- 1945–1946: Helmuth Koch (DNVP / CDU), Oberbürgermeister, eingesetzt von der US-amerikanischen Militärregierung
- 1946–1947: Gerhard van Heukelum (SPD), Oberbürgermeister

## Bremerhaven 1880 bis 1939 und seit 1947
Bremerhaven war bis 1939 eine Stadt der Freien Hansestadt Bremen und von 1939 bis 1947 Stadtteil von Wesermünde.

### Stadtdirektoren
- 1880–1890: Hermann Gebhard, Stadtdirektor
- 1890–1908: Adolf Hagemann (1855–1908) Stadtdirektor
- 1909–1913: Erich Koch-Weser, Stadtdirektor
- 1913–1923: Waldemar Becké, Stadtdirektor

### Oberbürgermeister
- 1923–1933: Waldemar Becké
- 1933–1939: Julius Lorenzen (NSDAP)
- 1946–1948: Gerhard van Heukelum (SPD), von Wesermünde (bis 1947) und Bremerhaven
- 1948–1957: Hermann Gullasch (SPD)
- 1958–1978: Bodo Selge (SPD)
- 1978–1983: Werner Lenz (SPD)
- 1983–1995: Karl Willms (SPD)
- 1995–1999: Manfred Richter (FDP)
- 1999–2011: Jörg Schulz (SPD)
- 2011–heute: Melf Grantz (SPD)